# Solo odio
Solo odio è il primo LP del gruppo musicale italiano hardcore punk degli Impact, pubblicato nel 1984.

## Brani
1. Non puoi giudicare (1:49)
2. Morte chimica (0:48)
3. Processo di vita (1:42)
4. Ribellione (2:04)
5. Eroi (1:39)
6. Delitto legale (1:45)
7. Solo odio (1:28)
8. Sulla loro croce (1:38)
9. La vostra violenza (1:21)
10. L'uomo procede (1:33)